# Souillé
Souillé is een gemeente in het Franse departement Sarthe (regio Pays de la Loire) en telt 463 inwoners (2004). De plaats maakt deel uit van het arrondissement Le Mans.

## Geografie
De oppervlakte van Souillé bedraagt 4,6 km², de bevolkingsdichtheid is 100,7 inwoners per km².
De onderstaande kaart toont de ligging van Souillé met de belangrijkste infrastructuur en aangrenzende gemeenten.

## Demografie
Onderstaande figuur toont het verloop van het inwonertal (bron: INSEE-tellingen).